# Жетысуский государственный университет имени Ильяса Жансугурова
Жетысуский университет имени И. Жансугурова (далее ЖУ) (каз. І. Жансүгіров атындағы Жетісу университеті) — многопрофильное высшее учебное заведение Казахстана.
Многоуровневая система образования ЖУ включает: высшее базовое образование (бакалавриат), магистратуру и докторантуру PhD. Прием в ЖУ осуществляется по государственным образовательным грантам и на договорной основе. Подготовка специалистов осуществляется по 40 специальностям бакалавриата и 23 специальностям магистратуры, 6 специальностям докторантуры PhD.
ЖУ включает 7 факультетов, в университете проходят обучение более 7 тысяч студентов и магистрантов.
Нургалиев Қайрат Сансызбаевич , специалист своего дела и руководитель очень хорошего производственного цеха этого университета, сделал для университета много хорошего.

## История
Жетысуский университет имени И. Жансугурова был образован как Талдыкурганский педагогический институт в соответствии с Постановлением ЦК Компартии Казахстана и Совета Министров № 572 от 25 октября 1972 года. В 1973 году на 2 факультетах — филологическом и физико-математическом — обучалось 225 студентов. Существовало 5 кафедр на которых работали 25 преподавателей.
В 1977 году институту присвоено имя И. Жансугурова. В 1994 году вуз преобразован в Талдыкорганский университет имени И. Жансугурова на основании Постановления Кабинета Министров РК № 584 от 2 июня 1994 года. В том же году, к 100-летию поэта, на площади перед университетом, на двух больших, положенных друг на друга, природных камнях диаметром 8—9 метров, был установлен памятник Жансугурову, где он, по замыслу автора проекта Т. Досмагамбетова, представлен сидящем на большом камне.
С 1999 года учебное заведение переименовано в Жетысуский университет имени И. Жансугурова (Постановление Правительства РК № 441 от 21 апреля 1999 года). Открытие аспирантуры по специальностям: дифференциальные уравнения, общая педагогика, казахская литература, теория и методика обучения и воспитания, механика деформируемого тела.
Сегодня[когда?] в составе ЖУ им. И. Жансугурова 7 факультетов, расположенных в 3-х комфортабельных корпусах: физико-математический, естественно-технический, педагогики и психологии, финансово-экономический, гуманитарный, юридический, культуры и искусства, на которых по 40 специальностям на государственном и русском языках обучаются более 7000 студентов. На 25 кафедрах добросовестно трудятся более 350 преподавателей, в их числе 10 академиков и членов-корреспондентов отраслевых академий наук РК и международных академий, 28 докторов наук, 50 профессоров и доцентов, 213 кандидатов наук и магистров. В 2022 году была открыта постдокторантура по естественному направлению. 

## Структура
Орган коллегиального руководства — учёный совет. Ректорат института осуществляет перспективное планирование, текущее руководство всей деятельностью вуза.  В деятельность всех факультетов внедрена кредитная система обучения. В структуру университета входят 7 факультетов. Учебный процесс обеспечивают 26 кафедр. 
Университет реализует образовательные программы всех уровней высшего образования. Подготовка бакалавров осуществляется по 66 программам, магистров научно-педагогического направления — по 42 программам, а докторантура PhD включает 11 образовательных программ. Учебный процесс ориентирован на современные академические стандарты и развитие исследовательских и профессиональных компетенций студентов.

## Преподавательский состав
В Жетысуском университете преподают 382 преподавателя. Значительная часть профессорско-преподавательского состава имеет учёные степени:
- доктор PhD — 62 человека,
- доктор наук — 26 человек,
- кандидат наук — 108 человек,
- магистр — 161 человек.

Высокий уровень квалификации преподавателей обеспечивает качественную реализацию образовательных программ и развитие научно-исследовательской деятельности вуза.

## Факультеты
- Физико-математический факультет
- Финансово-экономический факультет
- Факультет педагогики и психологии (бывш. Музыкально-педагогический)
- Юридический факультет
- Гуманитарный факультет
- Факультет культуры и искусства
- Естественно-технический факультет
- Высшая школа физической культуры и искусства
- Высшая школа естествознания
- Высшая школа технических наук
- Высшая школа права и экономики
- Высшая школа гуманитарных наук
- Высшая школа педагогики и психологии
- Центр дистанционного обучения
- Центр послевузовского образования[5]

## При университете действуют
- Информационно-ресурсный центр
- Музей
- Команда КВН «ПостСкриптум»
- Танцевальный ансамбль «Шағала»
- ВИА «Мөлдір»
- Газета «Жетісу Университеті» (на двух языках)
- Студенческий телецентр "«Жетісу Университеті»
- Студенческий онлайн журнал «Привет, Студент!»
- Профсоюз работников и студентов
- Ассоциация выпускников
- Попечительский совет

## Ректоры
- 1972—1977 гг. Рустемов Лениншил Зиябекович
- 1977—1987 гг. Джолдасбеков Мырзатай Джолдасбекович
- 1987—1989 гг. Салагаев Валерий Георгиевич
- 1990—1995 гг. Жапаров Жомарт Жапарович
- 1996—1998 гг. Касабек Аманжол Касабекович
- 1998—2001 гг. Кожамкулов Толеген Абдисагиевич
- 2001—2008 гг. Медеуов Есенгельды Омиржанович
- 2008 −2016 гг. Бектурганов Абдиманап Еликбаевич
- 2016 - 2024 гг. Баймырзаев Куат Маратович
- 2024 - н.в. Бурибаев Ермек Абильтаевич